# Plaque amyloïde

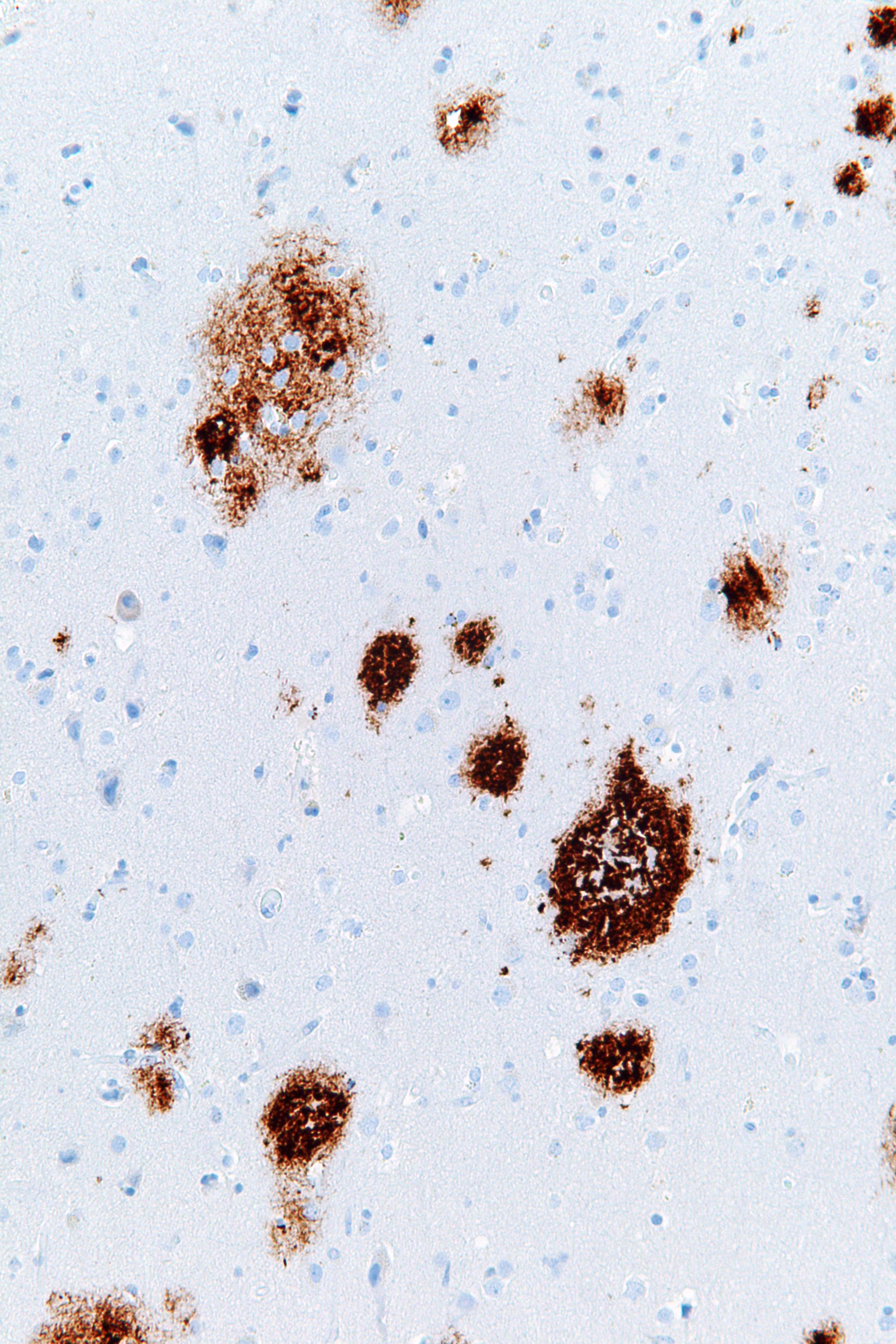
plaques séniles composés de protéines beta amyloïdes

Une plaque amyloïde est une accumulation extracellulaire de bêta-amyloïde ou d'autres substances amyloïdes, résultant de deux clivages de la protéine précurseur de l'amyloïde par la sécrétase. Les plaques amyloïdes ont fait l'objet de théorie dans le cadre de maladies neurodégénératives comme la maladie d'Alzheimer. 
C'est Paul Divry, professeur de psychiatrie à l'Université de Liège (Belgique), qui identifia en 1927 ces plaques amyloïdes, qu'il nomme alors plaques séniles,  grâce à des coupes microscopiques finement teintées qu'il avait l'habitude d'observer dans son laboratoire. 
Plusieurs stratégies de thérapies sont envisagées en recherche, comme la création d'un vaccin anti-peptide Aβ, l'augmentation de l'activité de l'enzyme impliquée dans le clivage physiologique de la protéine précurseur de l'amyloïde, ou encore la diminution de l'activité de la β-sécrétase, à l'origine de la libération des bêta-amyloïdes.
Les plaques amyloïdes sont utilisées dans des recherches portant sur le déclin cognitif.